# マルギラン
マルギラン(Margilan)((ウズベク語: Marg‘ilon/Марғилон)は、ウズベキスタン共和国東部のフェルガナ州の都市。人口は143,600人(1999年)。標高は487m

## 歴史

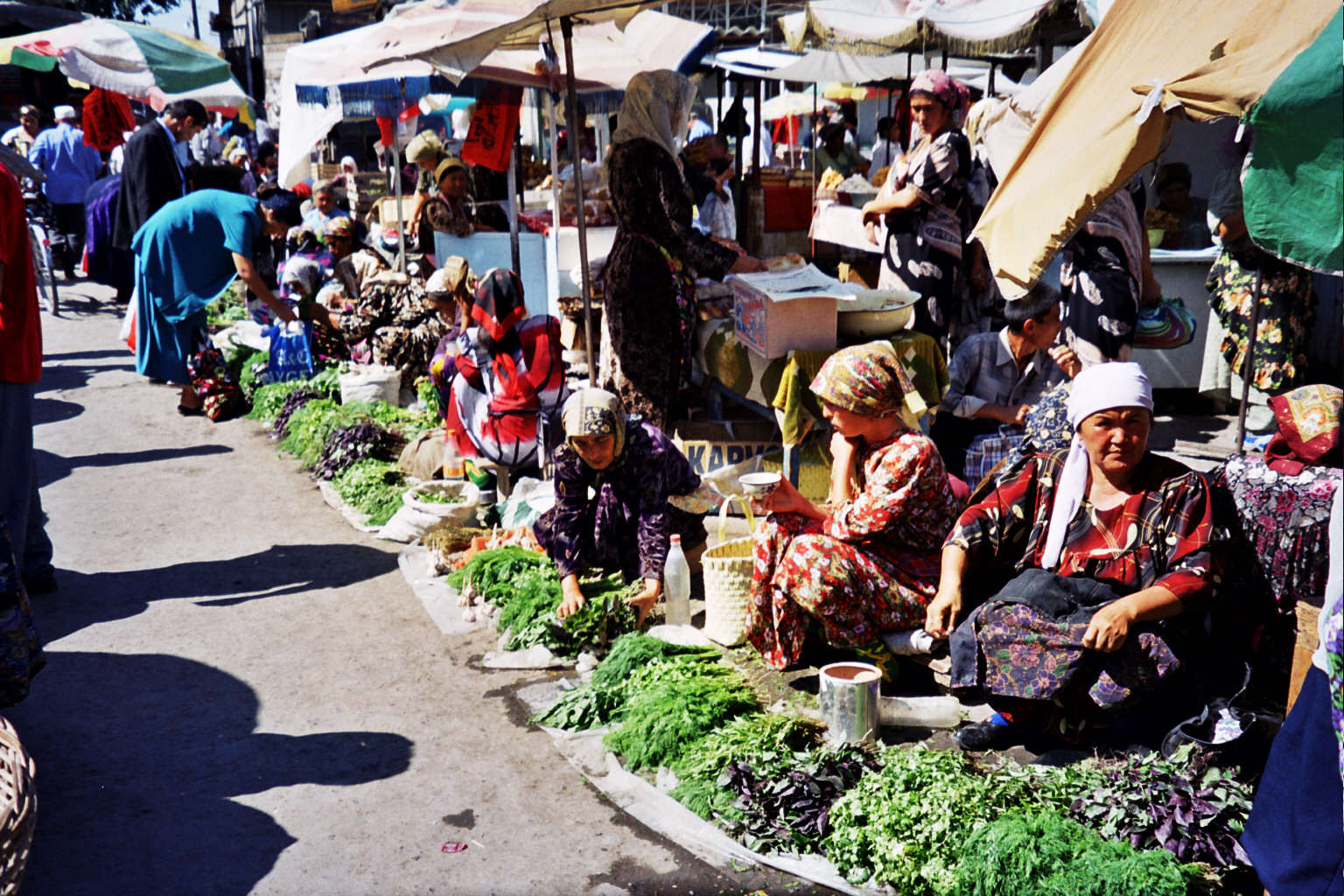
マルギランの市場

伝説によると、マルギランはアレクサンドロス3世によって創建された。ある日の昼食で大王に、チキン(ペルシア語でmurgh, مرغ)とパン(ペルシア語でnan,نان)が出されたところから、町の名前がついたという。
9世紀からシルクロードの主要なキャラバンサライで、天山山脈をカシュガルに抜けるルートに位置していた。
16世紀、ムガル帝国のバーブルは、「ザクロと杏が美味で、狩猟の獲物は白鹿など素晴らしく、土地のサルト人は喧嘩っ早く、トランスオクシアナ全域で流行している悪魔払いはマルギラン人が広めている」などとマルギランの印象を記している。
マルギランの人々のタフさは今日でも残っている。マルギラン商人は中央アジアの商業を支配し、ウズベキスタンの闇市を牛耳ってきた。現在のマルギランはイスラム保守主義の牙城となっている。ウズベキスタン最大の絹工場があり、最高品質の絹製品が作り出されている。ここでは全てに古式に則ったやり方が守られている。
マルギランの南のフェルガナを「ニューマルギラン」（ノーヴィマルギラン、Новый Маргелан）とロシア人は呼んだことから、マルギランは「オールドマルギラン」とも呼ばれた。